# کریستین دوردا
کریستین دوردا (انگلیسی: Christian Dorda؛ زادهٔ ۶ دسامبر ۱۹۸۸) بازیکن فوتبال اهل آلمان است.
از باشگاه‌هایی که در آن بازی کرده‌است می‌توان به باشگاه فوتبال گروتر فورث، باشگاه فوتبال هانزا روستوک، باشگاه فوتبال اوترخت، باشگاه فوتبال هراکس آلملو، و باشگاه فوتبال بروسیا مونشن‌گلادباخ اشاره کرد.